# Punta Morrell
La punta Morrell es un cabo ubicado en la costa norte de la isla Morrell o Thule, perteneciente al grupo Tule del Sur, en el archipiélago de las Sandwich del Sur. Se encuentra a pocos kilómetros al noreste del cabo Flannery.
Como el resto de las Sandwich del Sur, la isla no está ni habitada ni ocupada, y es reclamada por el Reino Unido que la hace parte del territorio británico de ultramar de las Islas Georgias del Sur y Sandwich del Sur, y por la República Argentina, que la hace parte del departamento Islas del Atlántico Sur dentro de la provincia de Tierra del Fuego, Antártida e Islas del Atlántico Sur.

## Toponimia
La punta fue cartografiada y nombrada en 1930 por el personal del RRS Discovery II de Investigaciones Discovery, homenajeando a Benjamin Morrell, marino y explorador estadounidense que exploró la isla Thule en 1823 a bordo del buque Wasp. La República Argentina le da el nombre de Morrell a toda la isla.